# 土木工程

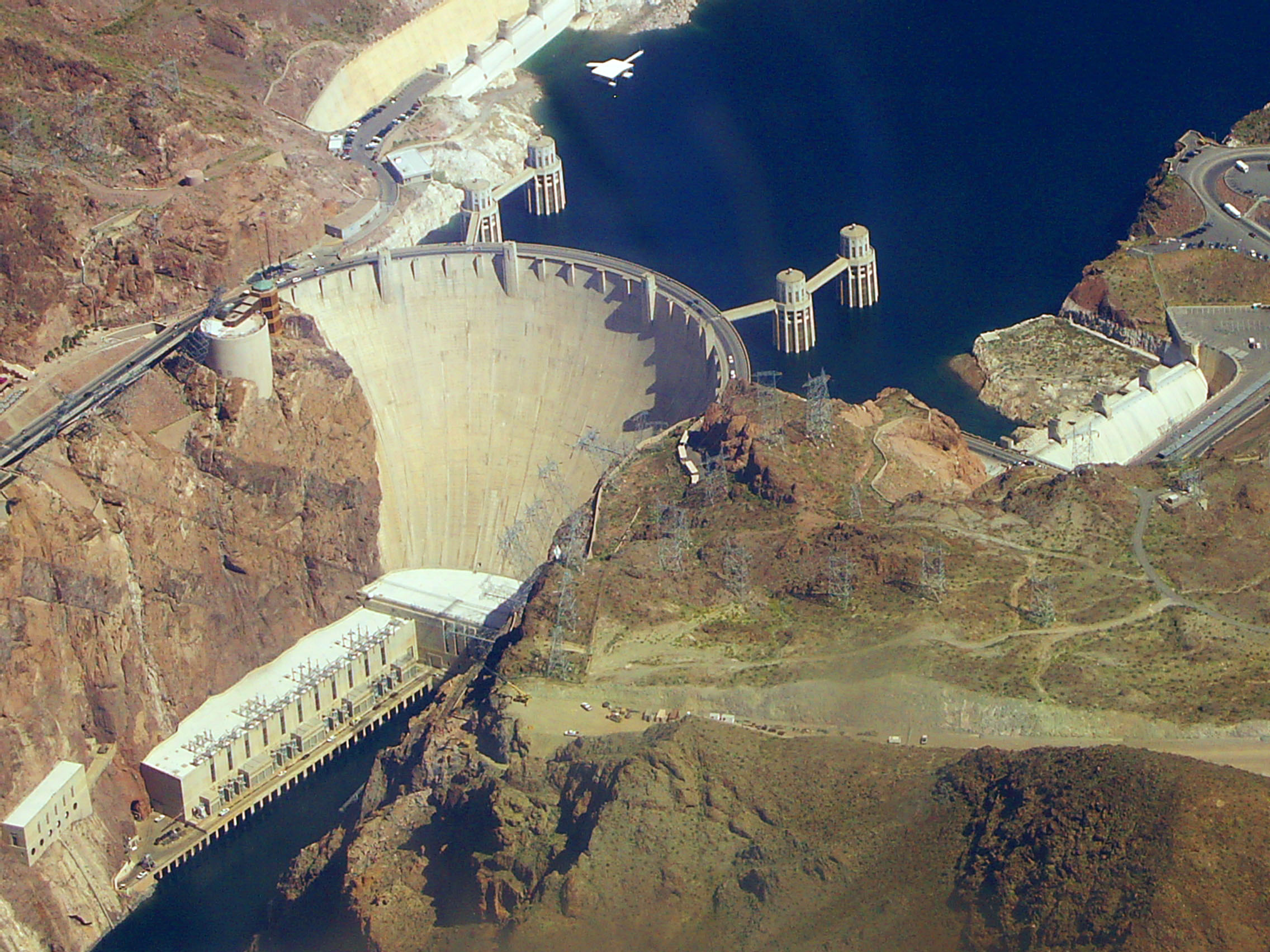
水壩建造是土木工程的重要項目之一（圖為美國胡佛水壩）

土木工程 （英語：civil engineering）指一切和土、木有關的基礎建設的計劃、建造和維修。現時一般的土木工作項目包括：能源、水利及交通設施等。過去曾經將一切非軍事用途的民用工程項目，歸入本類，但隨著工程科學日益廣闊，不少原來屬於土木工程範圍的內容都已經獨立成科。
土木工程乃以提高國民之生活品質，促進國民之公共福祉為目的，進而改造國土，整治環境及防治災害發生的一種公共工程。又因食衣住行乃國民生活之四大需要，並與國民之福祉息息相關，故土木工程亦爲直接或間接地解決民生四大問題之基本建設工程。

## 历史

### 古代

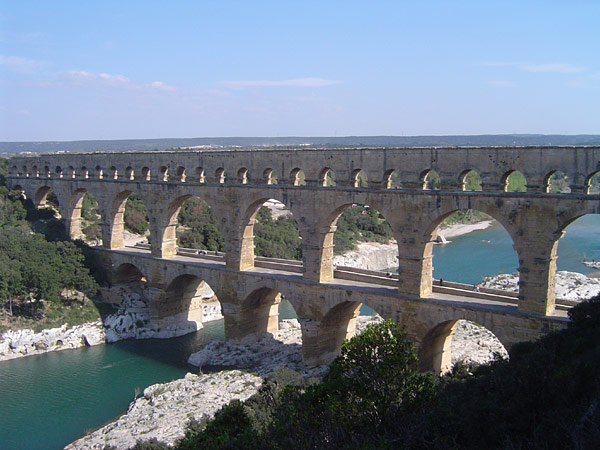
建造於公元1世紀的古羅馬時代加爾橋

古代土木工程的历史跨度大致可以化分为从旧石器时代到17世纪中叶。这一时期的土木工程十分原始，建筑材料主要使用石块、土坯、草筋等自然材料，建筑工具也是十分简陋的斧、锤、刀、铲等手工工具，修建设施主要依靠经验，没有什么系统的理论。当时中國的代表作則有大禹治水和李冰父子所興建的都江堰，以及萬里長城。

### 近代
近代土木工程的歷史跨度，一般認為是從17世紀中葉到第二次世界大戰前后，共計300餘年。這一時期，土木工程逐漸成為一門獨立學科。1638年義大利學者伽利略發表了《關於兩門新科學的對話》，首次用公式表達了樑的設計理論。1687年牛頓總结出力學三大定律，為土木工程奠定了力學分析的基礎。隨後在材料力學和彈性力學的基礎上，法國的纳维於1825年建立了土木工程中結構設計的容許應力法。從此，土木工程便有了比較系统的理論指導。
材料方面，1824年波特兰水泥的发明以及1867年钢筋混凝土开始应用是土木工程史上的历史性事件。由于混凝土及鋼材的大规模生产得以实现，使得土木工程师可以运用这些材料建造巨型和复杂的工程设施。

### 現代
第二次世界大戰之後的科學技術的迅速發展，使得土木工程可以以現代科學技術為依托進一步發展。最重要的土木材料及建築材料：混凝土和鋼都有較大的發展，強度成倍提高，可靠性，耐久性等其他性能也有了很大改善。
合成材料的不斷研制，拓寬了施工中可以使用的材料的種類，而且在性能上也比過去的傳統材料更為優良、輕質、高強度新材料的應用使得很多過去難以實現的結構可以實現。
計算機的數值分析使過去因手工難以計算而被迫粗略簡化的計算可轉變為較精確的計算分析。例如：借助有限元素法計算軟體，可輕易地求解出以前人力難以完成的複雜超靜定結構的內力和位移計算。結構力學與有限元素法的不斷發展，使得人們可以方便且精確的做出結構的受力和形變的計算，使得設計工作大大簡化。而電腦輔助設計（CAD）的應用，將設計人員從繁重的手工設計中解放出來。更多建筑工程機械的使用，使得施工自動化程度大幅提高。

## 分支

### 工程測量學
工程測量學為一種應用測量學原理，應用在各種工程上，例如道路、隧道、橋樑及住宅等，主要是將原本在工程圖說上的設計圖放樣到現場，以利工程人員依照所放樣的位置製作出。
工程图纸上的設計圖上的構造物，其放樣的結果的正確性甚為重要，若錯誤可能導致工程甚大損失，工程測量所需成本對工程成本而言甚小，但重要性甚大。

### 材料科學與工程

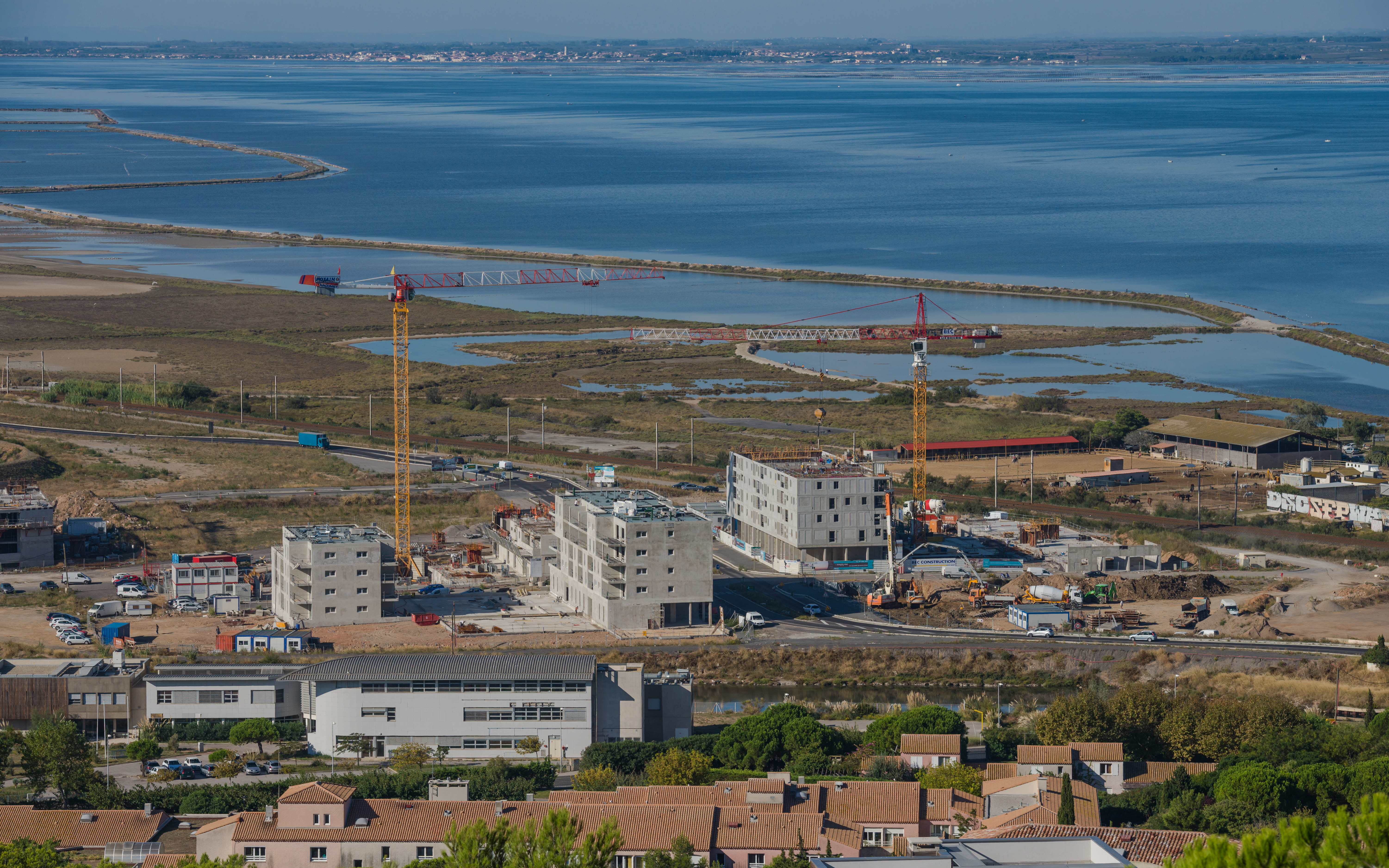
一處工地臨近在水域附近，施作需要相當的專業知識

土木工程的建造過程必須使用各種金屬材料或非金屬材料，因而與材料科學與材料工程密切相關。材料科學本身就是一個跨領域學科，涉及物質的性質及其在各個科學和工程領域的應用。它研究材料的製備或加工工藝、材料的微觀結構與材料宏觀性能三者之间的相互關係的科學。涉及的理論包括應用物理學、固體物理學及化學等；而在與土木工程的結合上則衍生出土木材料、結構材料、建築材料、機械材料、耐火材料等不同應用。
隨著近年来媒體将注意力大量集中在奈米科學和奈米技術上，材料科學在許多大學被推到了最前沿。它也是工程鑑定和破壞分析中的一個重要组成部分。

### 大地工程
大地工程又名土力工程、岩土工程、地工技術，主要研究泥土構成物質的工程特性。大地工程師會研究從工地採集的泥土樣本和岩石樣本中的數據，然後計算工地上的建築所需的格構。地基、樁基礎、護土牆、水壩、隧道等都是需要大地工程師為工程提供土力意見的建設項目。
大地工程可以細分為土壤力學、基礎工程、工程地質、岩石力學等學科。

### 結構工程
结构工程是分析和设计荷载作用下的建筑结构的工程学科。结构工程通常被归类为土木工程的分支，但也可以作为一门独立学科来研究。
結構工程師通常參與房屋建築和其他大型結構的設計，但也能参與到諸如機械、醫療設備、車輛等結構可靠性會影響使用和安全的領域。結構工程師必須按照國家或行業規範來設計，確保安全性（如：結構不能在毫無征兆的強況下破壞）、可維護性以及可用性（如：房屋不能有太大的變形，避免使用者不適）。設計出來的建築必須能承受巨大的荷載，以及氣候變化和自然災害。
结构工程理论是建立于在不同场地和材料下，结构所表现出来的物理规律和工程经验之上。结构设计一般用少数几种简单的结构构件来组成复杂的结构体系。

### 地震工程

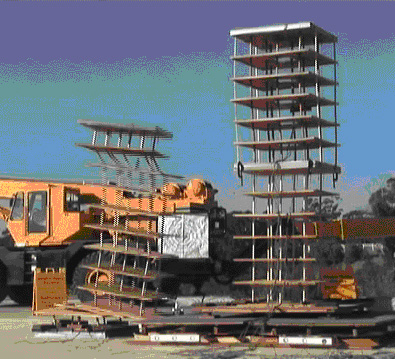
測試地震對一般建築與基礎隔離建築的影響

地震工程又名防震工程，是當建築物受到地震影響時對其結構行為的研究，用以減少地震發生時對於建築物的損害，屬於結構設計和土木工程的一環。振動控制技術和基礎隔離是地震工程裡最強而有力和最經濟的工具。

### 水利工程
水利工程是為了控制、利用和保護地表及地下的水資源與環境而修建的各項工程建設的總稱。土木工程中著重于水流體的自然運動與人工輸送及利用的一門分支。該工程領域與橋梁、水壩、河道、運河以及防洪堤等關於水流、江川及洋海堤道工程的設計與施工有着密切的關聯，亦涉及公共衛生與環境工程等這些和水相關的環境生態及用水範疇。
水利工程主要的工作為各種水工結構物，包括水壩與河海堤防、給水管網與集水管網、生態永續、洪水管理、沉積物運移以及其他的與水土保持工程和大地工程有關的事務。

### 環境工程

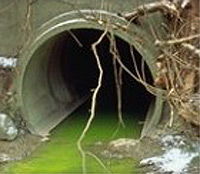
污水下水道

環境工程為應用科學與工程之方法來改善環境（包括空氣、水、土地資源），進而為人類之居住以及其他生物體提供對健康有益的水、空氣以及土壤，亦包括污染場址之復育。我們可經由教育大眾、保護環境、訂立規定以及應用良好工程實作來減輕與控制對環境的負面影響。

### 運輸工程
運輸工程（transportation engineering）是土木工程學中的一個分支，包括公路交通、鐵路交通、航空交通、航海交通、管道交通五項内容。交通工程（traffic engineering）是運輸工程的子項之一，僅研究道路上的交通，具體地說，就是把人、車、路、環境四者统一在一個交通系统中，探索各自和相互間的内在規律性及其最佳配合，以達到道路交通順暢、通行能力大、交通事故少、運輸效率高、公害程度低、節省燃料和運輸費用及環境協調、舒適的目的。

### 其他
- 海洋工程
- 營建工程
- 地政及都市計劃
- 水土保持工程